# Comatella
Comatella is een geslacht van haarsterren uit de familie Comatulidae.

## Soorten
- Comatella nigra (Carpenter, 1888)
- Comatella stelligera (Carpenter, 1888)